# うえだ峻
うえだ 峻（うえだ しゅん、1943年（昭和18年）11月24日 - ）は、日本の俳優。本名・旧芸名は植田 峻（読み同じ）。

## 来歴・人物
静岡県出身で、元劇団青俳。昭和から平成の現代劇・時代劇・特撮を中心に活躍する名脇役。
叔父は俳優の加藤剛であり、母親が加藤の姉に当たる。そのため加藤の従弟の孫である植田和男（第32代日本銀行総裁）とも親戚関係にあたる。
若い頃は善玉から小悪党までのコメディリリーフとして様々な作品で活躍し、時代劇では『遠山の金さん』や『同心暁蘭之介』などの杉良太郎主演作を始め、レギュラー出演経験も多い。
1972年に放映された特撮テレビドラマ『人造人間キカイダー』で、私立探偵のハンペンこと服部半平役を演じ、その後も多くの東映特撮番組に怪人の人間体役などでゲスト出演した。1990年代以降は、円谷プロの作品にも出演している。
『キカイダー』で共演した伴大介は著書の中でハンペン役の飄々とした演技を評価しており、伊東四朗も同作を見て「植田峻はよかった」と絶賛していたと書いているが、他の作品では『キカイダー』出演当時の演技が生かされていないと感じた伴は、後年うえだと再会した際に「『キカイダー』を見直した方がいい、服部半平は、植田峻の持ち味そのものだ」と注意したことがあるという。
2000年代以降は、人の良い老人役での出演が多い。

## 出演

### 映画
- 網走番外地 悪への挑戦 （1967年、東映） - ビートの鉄
- ドレイ工場 （1968年、「ドレイ工場」製作上映委員会） - 渡会
- 不良番長 暴走バギー団 （1970年、東映） - サミー
- 刑事物語 兄弟の掟 （1971年、東宝） - 須田
- いのちぼうにふろう （1971年、東宝） - 仙吉
- ポルノの帝王 （1971年、東映） - 矢島菊男
- 喜劇 女売出します（1972年、松竹）
- 不良番長 のら犬機動隊 （1972年、東映） - 三回戦
- 銀蝶渡り鳥 （1972年、東映） - 勇
- 飛び出す人造人間 キカイダー （1973年、東映） - 服部半平
- 喜劇 女子学生 華やかな挑戦 （1975年、松竹） - ヒロシ
- 新幹線大爆破 （1975年、東映） - 平尾修一
- 新・人間失格 （1978年、ATG） - 磯野貞司
- オン・ザ・ロード （1982年、松竹） - 竹成
- ユーパロ谷のドンベーズ （1985年、北星映画社） - 炭鉱仲間
- 刑事物語4・くろしおの詩 （1985年、東宝） - ヤクザ
- BE FREE! （1986年、東映） - 歯車比呂志
- 首都消失 （1987年、東宝） - 関西放送取材ヘリ・パイロット
- 二十世紀少年読本 （1986年、CBSソニー） - 警官
- 龍飛岬 （1988年、木村プロダクション） - 岡田
- 嵐が丘 （1988年、東宝） - 伊助
- 人間の翼 最後のキャッチボール （1996年、CINEMA CRAFT） - 小阪三郎
- 狼たちの復讐 THE REVENGE OF THE WOLVES （1998年、ケイエスエス） - 愛光学園の園長 ※うえだ俊と誤表記
- 生きたい （1999年、日本ヘラルド映画） - じじい
- 三文役者 （2000年、東京テアトル） - 鯛次の客
- ワイルド・フラワーズ （2004年、東京テアトル） - 長岡
- ROBO☆ROCK （2007年、「ROBO☆ROCK」製作委員会） - タタラジマ博士

### テレビドラマ
- 東芝日曜劇場 / くちなしの花 （1967年）
- 泣いてたまるか （1968年）
- キイハンター 第31話「フーテン族強奪作戦」（1968年）
- 特別機動捜査隊
  - 第355話「女の四季」（1968年） - 浩
  - 第360話「真昼の花火」（1968年） - 哲夫
  - 第384話「転落のメロディー」（1969年） - 秋男
  - 第408話「東京番外地」（1969年） - 良太
- 孤独のメス（1969年）
- 怪奇大作戦 第21話「美女と花粉」（1969年） - ボーイ[3]
- ゴールドアイ 第20話「ウラン護送車行方不明」（1970年）
- 美しきチャレンジャー （1971年）
- 大岡越前
  - 第2部 第19話「新助そばの悲願」（1971年9月20日） - 太吉 ※ 植田峻名義
  - 第5部 第24話「仇討ち幽霊駕籠」（1978年7月17日） - 熊市
  - 第7部 第21話「母は天下の御意見番」（1983年9月12日） - 岩松
  - 第8部 第16話「抜け荷暴いた娘掏摸」（1984年11月5日） - 半助
  - 第10部 第22話「駕籠屋が見ていた真犯人」（1988年8月1日） - 助十
  - 第11部 第22話「贋金を掏った女」（1990年9月17日） - 捨吉
  - 第13部 第15話「河童にさらわれた若旦那」（1993年2月22日） - 仙次
  - 第14部 第18話「頑固が鉢巻きした男」（1996年10月21日） - 三吉
  - 第15部 （1998年 - 1999年） - 房吉
- ターゲットメン 第12話「午后四時に死ね!」（1971年） - 東郷
- 木枯し紋次郎 第1話「川留めの水は濁った」（1972年） - 茂兵衛
- 大江戸捜査網
  - 第57話「峠に地獄の雨が降る」（1972年）
  - 第231話「無法街の辻駕籠」（1976年） - 寛太
  - 第328話「悲恋! 女賊の子守唄」（1978年） - 弥吉
  - 第373話「女掏摸 初春に翔ぶ」（1979年） - 朝吉
  - 第439話「消えた一万両の花嫁」（1980年）
- 人造人間キカイダー （1972年 - 1973年） - 服部半平
  - キカイダー01 第36話「四次元の怪 恐怖のタイム旅行」・第37話「剣豪 霧の中から来たワルダー」（1974年） - 服部半平
- パパと呼ばないで 第32話「運命は皮肉」（1973年） - 青山
- 必殺シリーズ
  - 助け人走る 第3話「裏表大泥棒」（1973年） - 巳之吉
  - 必殺仕事人 第24話「冥土へ道連れを送れるか?」（1979年） - 平助
  - 必殺仕事人IV 第19話「秀、天気を当てる女に出逢う」（1984年） - 紋太
  - 必殺まっしぐら! 第9話「相手は名古屋の暗殺剣」（1986年） - 柳生但馬守
- 荒野の素浪人 第2シリーズ 第8話「野良犬無残」（1974年） - 卯三郎
- 右門捕物帖 （1974年 - 1975年） - ちょん松
- 編笠十兵衛 （1974年 - 1975年） - 笠原長右衛門
- 鬼平犯科帳 （1975年） - 密偵・岩五郎　※丹波哲郎版
- 非情のライセンス 第2シリーズ 第41話「生きてるだけの兇悪」（1975年） - 河辺亨
- 破れ傘刀舟 悪人狩り 第39話「どぶ木戸の唄」（1975年） - 源七
- ふりむくな鶴吉 第38話「その父その子」（1975年） - 増井惣之介
- 伝七捕物帳（1975年）
- 遠山の金さん（1975年 - 1979年） - 花川戸の新八　※杉良太郎版
- 夜明けの刑事 第98話「歳末刑務所入り志願!」（1976年） - 加藤
- 銭形平次
  - 第536話「狼の罠」（1976年） - 源太
  - 第653話「お紺の初恋」（1979年） - 鮒吉
  - 第653話「男と女の旅路」（1981年）
- NHK大河ドラマ
  - 花神（1977年） - 楢崎頼三
  - 黄金の日日（1978年） - 吾助
  - 獅子の時代（1980年） - 六助
- 5年3組魔法組 第36話「チビッ子魔女で大そうどう」（1977年） - サギノ
- ロボット110番 第32話「鬼コーチに負けるな」（1977年）
- 若さま侍捕物帳 第9話「参上!! 夜桜お吉」（1978年）
- 透明ドリちゃん 第24話「青山家最大の難事件」（1978年）
- 西遊記シリーズ
  - 西遊記 第16話「独角大王・結婚行進曲」（1978年）- 欣喜仙人（きんきせんにん）
  - 西遊記II 第3話「賭博妖怪 ミイラ取りがミイラ」（1979年） - 小天鬼
- 水戸黄門
  - 第9部 第23話「からくりお茶壺道中 -甲府-」（1979年1月8日） - 仙太
  - 第10部 第7話「ニセ黄門様の大手柄 -袋井-」（1979年9月24日） - 助十
  - 第14部 第12話「偽黄門の悪退治 -大館-」（1984年1月16日） - 鶴之助
  - 第15部 第2話「助格駕籠屋と客引き老公 -松山-」（1985年2月4日） - 芳三
  - 第16部 第19話「泣く子にゃ勝てぬ悪企み -福井-」（1986年9月1日） - 直三
  - 第18部 第24話「黄門様は行方不明 -水口-」（1989年2月27日） - 六兵衛
  - 第20部
    - 第4話「偽黄門は正義の味方 -島田-」（1990年11月19日） - 助三
    - 第43話「男意地気の離縁状 -一関-」（1991年9月2日） - 半助

  - 第22部 第3話「天下の嶮の幽霊騒動 -箱根-」（1993年5月31日） - 長作
  - 第26部 第4話「芝居で結んだ親子の絆 -三次-」（1998年3月2日） - 講釈師・神田昇伯
  - 第33部 第22話「大対決!八百八町は日本晴れ（2時間SP）」（2004年9月20日） - 久保新兵衛
  - 第35部 第13話「黄門様のお供は偽千太 -人吉-」（2006年1月16日） - 佐吉
  - 第37部 第1話「将軍御落胤の野望 -館林-」 （2007年4月9日） - 仁助
  - 第39部 第2話「母の一念関所を破る! -箱根-」（2008年10月20日） - 嘉平
  - 第40部 第10話「赤い恐怖! 心の叫び -久保田-」（2009年10月12日） - 芳造
  - 第43部 第8話「狙われたもてなしの宿 -浜松-」（2011年8月21日） - 多平
- 江戸の旋風シリーズ
  - 同心部屋御用帳 江戸の旋風III 第35話「左手は生きている」（1978年） - 鳥目の彦造
  - 同心部屋御用帳 江戸の旋風IV 第9話「生き返った大黒様」（1979年） - 民三
  - 新・江戸の旋風 第15話「夫婦団子」（1980年） - 与之助
- ザ・スーパーガール　第8話「女を襲う黒い影を追え」（1979年） - 河村タク
- 熱中時代 刑事編 第8話「熱中刑事ついに結婚」（1979年） - 西野
- 江戸の激斗 第18話「復讐の狼」（1979年） - 源太
- 江戸の牙 第5話「悲壮・命買います」（1979年） - 多助
- 駆け込みビル7号室 第3話「弁護料4,512円! パパとママが大変だ」（1979年）
- 噂の刑事トミーとマツ
  - 第1シリーズ 第8話「きまった! トミーの投げ銭」（1979年）- 青木（偽名）
  - 第1シリーズ 第29話「激負け! トミマツのホテルマン」（1980年） - 松村
- ちょっとマイウェイ 第12話「誰かが私を愛してたのよ」（1979年） - セールスマン
- 鉄道公安官 第31話「南紀白浜・ハネムーン大混戦!」（1979年） - 宮坂
- 大捜査線 第8話「ろくでなし」（1980年）-野津守
- 悪党狩り 第19話「大江戸恨み節」(1980年、12ch / 松竹) - 留吉
- ミラクルガール 第9話「女王の乳房を狙え」（1980年） - ダンディー探偵社所長
- ザ・ハングマン 燃える事件簿 第3話「罠に落ちた逃亡者」（1980年） - 亜細亜興業社員
- 鬼平犯科帳 ※萬屋錦之介版
  - 第1シリーズ 第10話「盗法秘伝」（1980年） - 弥吉
  - 第3シリーズ 第1話「さざ波伝兵衛」（1982年） - 役者小僧 市之助
- 暴れん坊将軍
  - 吉宗評判記 暴れん坊将軍
    - 第124話「溺れて手柄をたてた奴」（1980年） - 真下小平太
    - 第143話「俺は天下の鼻つまみ」（1981年） - 不二松

  - 暴れん坊将軍II
    - 第39話「命がけだよ、一目惚れ!」（1983年） - 岩吉
    - 第59話「日本一のゴマすり茶坊主」（1984年） - 福助
    - 第130話「鬼を背負った押しかけ亭主!」（1985年） - 清太郎

  - 暴れん坊将軍III
    - 第115話「大岡越前罷免さる!?」（1990年） - 善界坊

  - 暴れん坊将軍IV
    - 第43話「戦慄! 狙われた養生所」（1992年） - 半次
    - 第61話「嵐呼ぶよな島帰り!」（1992年） - 半六
- 柳生あばれ旅 第13話「殴り込み! 女風呂 -白須賀-」（1981年） - 三次
- 服部半蔵・影の軍団 第21話「潜伏! 蛇の穴」（1980年） - 留吉
- 江戸の朝焼け 第19話「裏街の用心棒」（1981年、フジテレビ） - 栄次
- 文吾捕物帳 第6話「もうひとつの顔」（1981年）
- 東映不思議コメディーシリーズ
  - ロボット8ちゃん 第1話「スーパーおじんのバラバラマン」（1981年）
  - ペットントン 第23話「ママを倒せ! パパは強いぞ」（1984年） - 山中パパ
  - じゃあまん探偵団 魔隣組 （1988年） - 後藤靖邦
  - 魔法少女ちゅうかなぱいぱい! （1989年） - ヌルハチ
  - 美少女仮面ポワトリン （1990年） - 渋谷正夫
  - 不思議少女ナイルなトトメス 第29話「ワルサの妹」（1991年） - 屋形船の船頭
- 同心暁蘭之介 （1981年 - 1982年） - 弥吉
- 時代劇スペシャル
  - 愛妻武士道 （1981年）
  - 紫頭巾 黄金の秘密 （1982年）
  - 子連れ狼 （1984年）
- 12時間超ワイドドラマ / 竜馬がゆく（1982年） - 山崎烝
- セーラー服と機関銃 第1話「女子高校生組長誕生ス!」（1982年）
- メタルヒーローシリーズ
  - 宇宙刑事ギャバン 第6話「魔空塾の天才たち」（1982年） - 大天才塾塾長
  - 宇宙刑事シャリバン 第20話「荒波が呼ぶ七色水晶の孤島」（1983年） - 学者
  - 宇宙刑事シャイダー 第21話「ヤーダ! 珍獣家族」（1984年） - 写真屋
  - 巨獣特捜ジャスピオン 第25話「救え東京消失! 悪だま善だまデスマッチ」（1985年） - ガサミ兄弟・弟
- 松平右近事件帳 第44話「過去をもつ女にかかる濡れ衣」（1983年） - 和助
- 右門捕物帖 第28話「跳ねっ返り娘の涙」（1983年6月21日）
- 星雲仮面マシンマン 第1話「教科書まっ白事件」（1984年） - ドリル男
- ニュードキュメンタリードラマ昭和 松本清張事件にせまる 第5話「帝銀事件と731部隊」（1984年）
- 月曜ドラマランド
  - いじわる看護婦5 （1984年）
  - ゲゲゲの鬼太郎 （1985年） - あみきり
- 長七郎江戸日記 第1シリーズ
  - 第32話「とらわれた長七郎」（1984年） - 伍助
  - SP2「長七郎立つ!江戸城の対決」（1984年） - 半助
  - 第50話「お礼参り」（1985年） - 佐八
- ジャングル 第2話「バラバラ事件・その2」（1987年）
- 若大将天下ご免! 第30話「てんてん手鞠は殺しの道具!」（1987年） - 吉兵衛
- 江戸を斬る (里見浩太朗版)
  - 江戸を斬るVII 第14話「命がけの大嘘つき」（1987年） - 喜三郎
  - 江戸を斬るVIII （1994年） - もぐらの半助
- 名奉行 遠山の金さん
  - 第1シリーズ 第7話「美女が恨みの刃」（1988年） - 浜吉
  - 第4シリーズ 第21話「地獄から帰ってきた女」（1992年） - 一蔵
- 仮面ライダーシリーズ
  - 仮面ライダーBLACK 第43話「怪人牧場の決闘!」（1988年） - 管理人
  - 仮面ライダー電王 第13話「いい? 答えは聞いてない」・第14話「ダンス・ウィズ・ドラゴン」（2007年） - 戸山秀二
- 鬼平犯科帳 ※中村吉右衛門版
  - 第1シリーズ 第22話「金太郎そば」（1989年） - ちゃり文
  - 第2シリーズ 第4話「托鉢無宿」（1990年） - 鹿川の惣助
  - 第3シリーズ 第8話「妙義の團右衛門」（1992年） - 竹造
  - 第8シリーズ 第3話「穴」（1998年） - 近江の助治郎
- 青春家族 （1989年） - 五十嵐幸雄
- 八百八町夢日記 （NTV / ユニオン映画）
  - 第1シリーズ SP「夢を追って」（1989年） - 国松
  - 第2シリーズ 第4話「春遠からじ」（1991年） - 長沢佑庵
- 付き馬屋おえん事件帳
  - 第1シリーズ 第11話「取り立て無用におじゃりまする」（1990年） - 中津川
  - 第2シリーズ 第6話「もう一人の付き馬屋」（1993年）
- 神谷玄次郎捕物控 第2話「密告」（1990年） - 密告屋・磯吉
- 火曜ミステリー劇場 西村京太郎スペシャル
  - 第1作「十津川警部の挑戦」（1990年）
  - 第2作「十津川警部の対決」（1991年）
- 女無宿人 半身のお紺 第11話「吹雪は去りました」（1991年） - 七五郎
- 銭形平次　※北大路欣也版
  - 第1シリーズ 第6話「おとぎ話の殺人」（1991年） - 粂吉
  - 第2シリーズ 第11話「一度死んだ女」（1992年） - 源太
  - 第4シリーズ 第7話「鏡の向う側」（1994年） - 長松
- 連続テレビ小説（NHK総合）
  - 「君の名は」（1991-1992年） - 富士子
- 月曜ドラマスペシャル / 松本清張作家活動40周年記念・西郷札（1991年）
- 金曜ドラマシアター / 松本清張作家活動40周年記念・波の塔（1991年） - 木本事務官
- 月曜ドラマスペシャル / 松本清張作家活動40周年記念・黒い画集 坂道の家（1991年）
- また又・三匹が斬る! 第13話「鬼っ子が母と慕うはいかさま女」（1991年、ANB系） - 次郎太
- 女ねずみ小僧 狙われたからくり城！史上最悪のダイハード（1995年、CX / C.A.L）
- きっと明日は （1996年） - 高沢堅吾
- はぐれ刑事純情派 第9シリーズ 第4話「死の不倫旅行!? 家庭回帰の男」（1996年、テレビ朝日） - タクシーの運転手
- お天気お姉さん （1997年） - 雪村冬彦
- 金田一耕助の傑作推理 獄門島 （1997年） - 鬼頭与三松
- 新・半七捕物帳 第14話「絵馬」（1997年、NHK）- 岡っ引き・時三
- 影武者徳川家康（1998年、テレビ朝日） - 風魔小太郎
- ウルトラシリーズ
  - ウルトラマンダイナ 第24話「湖の吸血鬼」（1998年） - コマツチーフ
  - ウルトラQ dark fantasy 第16話「ガラQの大逆襲」（2004年7月20日、テレビ東京） - 佐藤 [4]
  - ウルトラマンメビウス 第12話「初めてのお使い」（2006年） - 平蔵
- 火曜サスペンス劇場 / 出戻り弁護士 夫の突然の無理心中焼死事件! （2002年）
- 月曜ミステリー劇場 / 早乙女千春の添乗報告書12（2002年）
- 御家人斬九郎 第5シリーズ 第6話「捨値五両」（2002年） - 角屋七兵衛
- 爆竜戦隊アバレンジャー 第14話「発掘! アバレサウルス」（2003年） - 辰吉伝次郎
- 教授検事・東京地検特捜部（2004年）
- 火曜サスペンス劇場/警視庁鑑識班19（2005年）
- 伝説の秋田犬 ハチ （2006年）
- 魔弾戦記リュウケンドー （2006年） - 鹿山八五郎
- 特命!刑事どん亀 第6話「ニセ極秘捜査課」（2006年）
- 逃亡者 おりん 第12話「母子・涙の仇討ち」（2007年） - 与平
- お江戸吉原事件帖 第6話「狙われた芸者衆」（2007年） - 弥平
- 金曜時代劇 / 密命 寒月霞斬り （2008年） - 花火の房之助
- 相棒 Season 8 第18話「右京、風邪をひく」（2010年） - 西島武彦
- 金曜プレステージ / 死の三角地点シリーズ〜奥会津隠れ里伝説殺人事件〜（2011年）
- 月曜ゴールデン / 警視庁鑑識課〜南原幹司の鑑定2〜（2011年）

### オリジナルビデオ
- 妖怪奇伝ゲゲゲの鬼太郎 魔笛エロイムエッサイム （1987年） - ねずみ男

### 舞台
- 午後の遺言状（2001年）
- ふるあめりかに袖はぬらさじ（2003年） - 大種屋
- 劇団キンダースペース
  - オレステス（2002年） - 教僕
  - えれくとら（2002年、2006年） - セス
  - チェーホフ的チェーホフ（2008年） - イワン・イワーヌイチ
  - 野鴨（2009年） - エクダル老人

### CM
- オカムラ インターウォール
- ブラザー工業 ブラザーミシンコンパルデラックス
- ライオン油脂 アクロン
- 森永製菓 キャラメルミルクスポーツマンクラブ
- ロート製薬 新パンシロン

### その他
- ブンブンバンバン：司会
- 時々迷々 第49回「おじいちゃんが来た」：トモユキの祖父 役